# Conothele
Conothele és un gènere d'aranyes migalomorfes de la família dels halonopròctids (Halonoproctidae). Fou descrita per primer cop el 1878 per Thorell. El 2017, World Spider Catalog reconeixia 24 espècies, que viuen a Àsia (especialment al sud-est), Illes Seychelles i Oceania.

## Taxonomia
El gènere Conothele comprèn les següents espècies:
- Conothele arboricola Pocock, 1899
- Conothele baiyunensis Xu, Xu & Liu, 2017
- Conothele birmanica Thorell, 1887
- Conothele cambridgei Thorell, 1890
- Conothele daxinensis Xu, Xu & Li, 2017
- Conothele doleschalli Thorell, 1881
- Conothele ferox Strand, 1913
- Conothele fragaria (Dönitz, 1887)
- Conothele giganticus Siliwal & Raven, 2015
- Conothele gressitti (Roewer, 1963)
- Conothele hebredisiana Berland, 1938
- Conothele khunthokhanbi Kananbala, Bhubaneshwari & Siliwal, 2015
- Conothele lampra (Chamberlin, 1917)
- Conothele limatior Kulczyński, 1908
- Conothele malayana (Doleschall, 1859) (espècie tipus)
- Conothele nigriceps Pocock, 1898
- Conothele sidiechongensis Xu, Xu & Liu, 2017
- Conothele spinosa Hogg, 1914
- Conothele taiwanensis (Tso, Haupt & Zhu, 2003)
- Conothele trachypus Kulczyński, 1908
- Conothele truncicola Saaristo, 2002
- Conothele vali Siliwal, Nair, Molur & Raven, 2009
- Conothele varvarti Siliwal, Nair, Molur & Raven, 2009
- Conothele yundingensis Xu, Xu & Li, 2017